# أندرو غرانت
أندرو غرانت (بالإنجليزية: Andrew Grant)‏ (22 أبريل 1985 في أستراليا - ) هو لاعب كرة طائرة أسترالي في مركز وسط ‏. شارك في الألعاب الأولمبية الصيفية 2012.

## وصلات خارجية
- أندرو غرانت على موقع أوليمبيديا (الإنجليزية)
- أندرو غرانت على موقع اللجنة الأولمبية الأسترالية (الإنجليزية)